# Don Dracula
Don Dracula (яп. ドン・ドラキュラ Дон Доракура) — манга, автором которой является Осаму Тэдзука. Впервые начала публиковаться издательством Akita Shoten в еженедельном журнале Weekly Shōnen Champion. Всего выпущено 3 тома манги.
На основе манги были выпущены 4 серии аниме и 4 спэшла в 1982 году. Однако выпуск серий был прерван после банкротства продюсеров.
Сериал также транслировался на территории Испании, Италии и Бразилии.

## Сюжет
После долгого проживания в Трансильвании, Дракула вместе со своей дочерью Тёколой и слугой Игорем решает переехать жить в Японию в Токио, а также переносит туда свой замок.
Тёкола начинает посещать ночной класс Высшей школы Мацутани, Дракула же продолжает искать красивых и молодых девственниц, чтобы выпить их кровь, но всё время нарушает местные законы и ввязывается в конфликт с местной охраной общественного порядка. К тому же, абсолютное большинство людей не верит в существование вампиров, тем самым приходя в заблуждение из-за действий Дракулы. Немалую роль в этом играет то, что и в ночном городе продолжает кипеть жизнь, хотя Дракула привык к тому, что после заката солнца все люди сидят или спят дома.
Но это не все проблемы, с которым должен справится Дракула. Ведь в Японию приезжает профессор Хеллсинг, который намеревается уничтожить Дракулу.

## Список персонажей
Дракула
Легендарный вампир, который решил переехать со своей семьёй жить в Японию. Однако здесь ему становится тяжелее вести тот образ жизни, который он вёл на родине. Днём он спит в гробу, в подвале замка, а по ночам бродит по районам Синдзюку и Сибуя. Его сильно ослабляет вода и любые предметы, которые имеют форму креста. Может быть уничтожен, если ему вогнать кол в грудь, а под солнцем превращается пыль, однако Тёкол и Игорь в таком случае могут восстановить его с помощью рамэна с волшебным заклинанием, включающий чашку крови и содержимое из пылесоса. Когда чувствует поблизости красивую девушку, его волосы начинают двигаться.
Тёкола
Дочь Дракулы. Она посещает вечерние занятия в высшей школе Мацутани. Она наполовину вампир и наполовину оборотень. Она спокойно может пользоваться водой, но под солнцем превращается в пыль. Может также есть простую пищу, но предпочитает человеческую кровь. В отличие от Дракулы, она кусает как и женщин, так и мужчин, но утверждает, что одноклассников она никогда не намеревается трогать. Член школьного клуба Научной Фантастики. В аниме у Тёколы белоснежная кожа и голубые волосы, в манге же напротив у неё «человеческая» кожа и русые волосы.
Нобухико Обаяси
Одноклассник Тёколы и член школьного клуба Научной Фантастики. Он верит в инопланетян и НЛО, но не верит в фольклорных существ, таких как вампиры и оборотни. Позже ему пришлось перевестись на дневные занятия в школе, но после этого он всё равно время от времени встречается с Тёколой.
Профессор Хеллсинг
Главный враг Дракулы, который намеревается уничтожить всех вампиров на земле. Он страдает тяжелой формой геморроя. Вслед за Дракулой он переезжает жить в Токио и устраивается учителем школы Мацутани. Всё время всеми способами пытается поймать Дракулу, но у него не получается.
Камилла
Женщина-оборотень, которая была замужем за Дракулой. Они развелись вскоре после того, как Тёкола родилась. Так как мать хотела, чтобы дочь убивала людей. Появляется только в одной главе манги.
Игорь
Слуга Дракулы и Тёколы. Несмотря на злой внешний вид, он очень добрый. Он как правило водит семью в конном экипаже или собирает их в пылесос, когда те превращаются в пепел. Питает слабость к голым женщинам.
Блонда Грей
Страшная женщина, первая, у кого выпил кровь Дракула в Японии. Страдает от высокого кровяного давления. Когда-то (будучи красивой) была замужем за Дорианом Греем. Они оба жили в Праге. Дориан заключил сделку с дьяволом, чтобы стать успешным, но позже стал жестоким и через 3 год был втянут в рамку. Блонда оставила его и переехала в Японию, где стала хозяйкой бара.

## Список серий аниме
1. Here Comes the Dracula Killer
2. Risky Vampire Tour
3. The Man in a Frame Who Walks
4. Where Goes the Half-fish Man?
5. Success? The Cribbing Plan
6. Bizarre! Devil in the Cram School
7. The Panda and the Tiger are also Precious Lives
8. Scared of Garlic, the Cross, and the Dentist

## Появление в других произведениях
- Дон Дракула появляется в качестве слуги Сараку из аниме-сериала Marine Express, его дочь Тёкола также появляется как Милли, дочь-киборг красного Дюка.
- Дон Дракула появляется в качестве директора госпиталя в главе манги Black Jack.
- Дон Дракула появляется в видео-игре Astro Boy: Omega Factor, у него та же роль, что и в Marine Express.
- Дон Дракула также появляется в 47 эпизоде аниме Black Jack, здесь у него более человеческая внешность.